# 東北生活文化大学短期大学部
東北生活文化大学短期大学部（とうほくせいかつぶんかだいがくたんきだいがく、英語: Tohoku Seikatsu Bunka University Junior College）は、宮城県仙台市泉区虹の丘1-18に本部を置く日本の私立大学。1903年創立、1951年大学設置。大学の略称は生文(大)。

## 概観

### 大学全体
- 宮城県仙台市泉区に所在する日本の私立短期大学で、設置主体は学校法人三島学園[1]。
- 1951年に三島学園女子短期大学として開学[2]。当初は1学科体制でスタートしたが、後に増設により一時期は2学科体制をとるも再び1学科体制に戻る。
- 2004年度より男女共学で、1学科2専攻[注 2]

### 教育および研究
- 東北生活文化大学短期大学部は生活科学系の学科のみだが、多彩なコースがあり男子学生も受け入れられている。過去には、体育科も設置されていた。

### 学風および特色
- 東北生活文化大学短期大学部は東北生活文化大学に併設されている関係上、両者との交流が盛んである。また、短大卒業後その大学へ編入学する学生もいる。

## 沿革
東北生活文化大学の沿革も参考にされたい。
- 1900年
  - 10月 法人の源流である東北法律学校開講（開校）
- 1903年
  - 10月  東北女子職業学校開講（本科・別科・高等研究科）
- 1913年
  - 2月 校舎移転（清水小路へ）
- 1922年
  - 3月 東北法律学校廃止
- 1924年
  - 3月 東北女子職業学校の高等研究科を廃止し、専攻科師範科を設置
- 1926年
  - 3月 東北女子職業学校に高等師範科設置認可
- 1928年
  - 3月 東北女子職業学校に高等師範科・研究科設置認可
- 1940年
  - 3月 財団法人三島学園の設置が認可される。
- 1944年
  - 4月 東北女子職業学校を東北女子実業学校へ改称、本科一部・本科二部と専攻科第一部（元・高等師範科）・専攻科第二部（元・専攻科と師範科）を置く
- 1947年
  - 3月 東北女子実業学校の専攻科をもって三島学園女子専門学校設立の認可（被服科）。
- 1949年
  - 10月 文部省[注釈 1]に短期大学[注 3]の設置認可に関する申請を行う[注 4]。なお、学科・専攻は以下の通りとなっている[6]。
    - 家政科 入学定員50名
- 1950年
  - 3月 設置不認可となり、申請を取り下げる。
  - 10月 文部省[注釈 1]に短期大学の設置認可に関する申請を行う。なお、学科は以下の通りとなっている[7]。
    - 被服科
- 1951年
  - 2月22日 学校法人が成立する[8]。
  - 2月27日 左記を以て文部省[注 5]より短期大学の設置が認可される[9]。
  - 4月1日 三島学園女子短期大学が以下の学科体制にて開学[10]。
    - 被服科 入学定員80名
- 1952年
  - 3月 別科の設置が認められ[11]、以下の課程を置く。
    - 被服専修 入学定員60名[12]
- 1954年
  - 4月1日 以下の増設あり。
    - 被服科に第二部を増設され、同学科が以下の体制に整備される[13]。
      - 被服科
        - 第一部 入学定員80名
        - 第二部 入学定員150名

    - 別科にも第二部が増設され、以下の体制に整備される[14]
    - 被服専修
      - 第一部 入学定員60名
      - 第二部 入学定員70名

  - 5月1日 被服科[注釈 2]を家政科[注釈 2]に改称[15]。
- 1955年
  - 3月30日 専攻科の設置が認められ、以下の課程を設ける[16]。
    - 家政専攻 入学定員30名
- 1958年
  - 1月 別科被服専修第一部を廃止[17]。
- 1962年
  - 4月1日 以下の学科を増設する[18]。
    - 体育科 入学定員40名
- 1972年
  - 4月 家政科に家政・教職コースと家政・デザインコースを設置
- 1973年
  - 4月1日 以下の学科については、この年度で学生募集を最終とする[注 6]。
    - 体育科[注 7]
- 1975年
  - 4月1日 以下の学科については、この年度で学生募集を最終とする[注 8]。
    - 家政科第二部[注 9]
- 1976年
  - 4月1日 家政科第一部の入学定員を40→100に増員[注 10]。
- 1987年
  - 4月 家政科のコースを生活科学コースと生活デザインコースに改称
- 2001年
  - 4月1日 家政科を生活文化学科に改称、生活科学コースはトータルライフコース、生活デザインコースはマルチデザインコースへ改称
- 2004年
  - 4月1日 東北生活文化大学短期大学部と改称し[注 11]、男女共学化[29]。
- 2005年　															
  - 4月1日 生活文化学科に以下の専攻課程を置く
    - 生活学専攻 入学定員50名[注 12]
    - 子ども生活専攻 入学定員50名
- 2010年
  - 4月1日 生活文化学科における以下の課程について、入学定員の変更あり[注 13]。
    - 生活学専攻 50→40
    - 子ども生活専攻 50→60
- 2012年
  - 4月1日 生活文化学科における以下の専攻については、この年度で学生募集を最終とする[注 14]。
    - 生活学専攻[注 15]
- 2013年
  - 4月1日 生活文化学科に以下の専攻課程を置く[注 16]。
    - 食物栄養学専攻 入学定員40名
- 2014年
  - 1月 平成26年度大学入試センター試験参加短期大学の1校となる[37]。
- 2015年
  - 1月 平成27年度大学入試センター試験参加短期大学の1校となる[38]。
- 2016年
  - 1月 平成28年度大学入試センター試験参加短期大学の1校となる[39]。

## 基礎データ

### 所在地
- 宮城県仙台市泉区虹の丘1-18

### 交通アクセス
- JR東北本線・東北新幹線仙台駅よりバスを利用。

### 象徴
- カレッジマークは大学と同じものとなっている。右記資料も参照のこと[注 17]

### 年度別学生数
| -      | 家政科 | 家政科   | 体育科 | 出典                  |
| ------ | ------ | -------- | ------ | --------------------- |
| 課程   | 一部   | 二部     | 一部   | [ 注 18 ]             |
| 1954年 | 女312  | 女32     | -      | [ 42 ]                |
| 1958年 | 女154  | 女43     | -      | [ 43 ]                |
| 1959年 | 女160  | 女39     | -      | [ 44 ]                |
| 1960年 | 女199  | 女38     | -      | [ 45 ]                |
| 1961年 | 女219  | 女45     | -      | [ 46 ]                |
| 1962年 | 女248  | 女43     | -      | [ 47 ]                |
| 1963年 | 女285  | 女52     | -      | [ 48 ]                |
| 1964年 | 女208  | 女28     | 女39   | [ 49 ]                |
| 1965年 | 女218  | 女57     | 女56   | [ 50 ]                |
| 1966年 | 女356  | 女65     | 女65   | [ 51 ]                |
| 1967年 | 女402  | 女82     | 女61   | [ 52 ]                |
| 1968年 | 女359  | 女75     | 女52   | [ 53 ]                |
| 1970年 | 女254  | 女44     | 女24   | [ 54 ]                |
| 1971年 | 女182  | 女57     | 女8    | [ 55 ]                |
| 1972年 | 女160  | 女46     | -      | [ 56 ]                |
| 1973年 | 女167  | 記載なし | -      | [ 57 ]                |
| 1975年 | 女193  | 女28     | -      | [ 58 ]                |
| 1976年 | 女207  | 女7      | -      | [ 59 ]                |
| 1977年 | 女218  | -        | -      | [ 60 ]                |
| 1978年 | 女222  | -        | -      | [ 61 ]                |
| 1979年 | 女232  | -        | -      | [ 62 ]                |
| 1980年 | 女218  | -        | -      | [ 63 ]                |
| 1981年 | 女205  | -        | -      | [ 64 ]                |
| 1982年 | 女185  | -        | -      | [ 65 ]                |
| 1983年 | 女206  | -        | -      | [ 66 ]                |
| 1984年 | 女232  | -        | -      | [ 67 ]                |
| 1985年 | 女213  | -        | -      | [ 68 ]                |
| 1986年 | 女252  | -        | -      | [ 69 ]                |
| 1987年 | 女292  | -        | -      | [ 70 ]                |
| 1988年 | 女279  | -        | -      | [ 71 ]                |
| 1989年 | 女286  | -        | -      | [ 72 ]                |
| 1990年 | 女288  | -        | -      | [ 73 ]                |
| 1991年 | 女283  | -        | -      | [ 74 ]                |
| 1992年 | 女277  | -        | -      | 出典。うち1回生 138。 |
| 1993年 | 女272  | -        | -      | [ 77 ]                |
| 1994年 | 女270  | -        | -      | [ 78 ]                |
| 1995年 | 女265  | -        | -      | [ 79 ]                |
| 1996年 | 女246  | -        | -      | [ 80 ]                |
| 1997年 | 女225  | -        | -      | [ 81 ]                |
| 1998年 | 女195  | -        | -      | [ 82 ]                |
| 1999年 | 女165  | -        | -      | [ 83 ]                |

## 教育および研究

### 組織

#### 学科
- 生活文化学科
  - 生活学専攻 入学定員40名[注 19]
  - 食物栄養学専攻 入学定員40名[1]
  - 子ども生活専攻 入学定員60名[1]

##### 過去の学科
- 体育科 入学定員40名[注 20]
- 家政科第二部 入学定員150名[注 21]

##### 設置計画のあった学科
- 保育科 入学定員50名[89]

#### 専攻科
- 家政専攻 入学定員30名[注 22]

#### 別科
- 被服専修
  - 第一部 入学定員60名[注 23]
  - 第二部 入学定員70名[注 24]

##### 取得資格について
資格
- 保育士：生活文化学科子ども生活専攻にて取得できる。大半の学生は取得している。
- 栄養士免許：生活文化学科食物栄養学専攻にて取得できる。

教職課程
- 中学校教諭二種免許状[注 25]
  - 家庭：生活文化学科生活学専攻にて取得できた。過去にあった家政科第一部、第二部にも設置されていた[注釈 3]。
  - 保健：家政科第一部、第二部[注釈 3]
  - 保健体育：過去にあった体育科に設置されていた[96]。
- 幼稚園教諭二種免許状：生活文化学科子ども生活専攻にて設置されている。

### 研究
- 『三島学園女子短期大学』[97]ほか。

## 学生生活

### 部活動・クラブ活動・サークル活動
- 東北生活文化大学短期大学部におけるクラブ活動一覧
  - 体育系：バレーボール・バスケットボール・弓道・少林寺拳法・野球・フットサル・ソフトテニス・バドミントン・剣道ほか。
  - 文化系：フォークロック・華道・漫画・映画・園芸ほか。

### 学園祭
- 東北生活文化大学短期大学部の学園祭は大学との合同で毎年、概ね10月に行われている。

## 施設

### キャンパス
- 短期大学独自の建物としては、「短大棟」と「短大体育館」がある。

## 対外関係

### 他大学との協定
- 学都仙台コンソーシアム
- 放送大学[98]

### 姉妹校
- 東北生活文化大学
- 東北生活文化大学高等学校

## 卒業後の進路について

### 編入学・進学実績
- これまでの実績では系列の東北生活文化大学ほか東北学院大学・宮城学院大学などがある。